# Прощання із Землею
«Прощання з Землею» (англ. Good-bye to Earth) — науково-фантастичне оповідання американського письменника Айзека Азімова, опубліковане в січні 1989 року журналом Interview. Оповідання ввійшло в збірку «Золото» (1995).

## Сюжет
Житель одного з навколоземних поселень у своєму листі розповідає землянам, що поселення вже давно стали економічно-незалежними від Землі і самодостатніми. Також були вирішені проблеми екології та контрацепції. Нагальною проблемою для поселень є контакти з Землею, яка своїм неконтрольованим біологічним світом приносить їм суттєві збитки та незручності. Сусідство з Землею розколює єдність поселенців своїми спокусами та небезпеками. Тому поселення вирішили покинути межі Сонячної системи в надії колонізувати нові планети. Автор передбачає, що на це будуть приречені і всі наново створені поселення. Землянам ж залишиться втішитись тим, що їхні нащадки колонізували Галактику.

## Зв'язок з іншими творами Азімова
Про суспільства в космосі розповідається також в оповіданнях Азімова «Хороший смак», «Народи у космосі».